# ČEZ Stadion Chomutov
ČEZ Stadion Chomutov byl sportovní stadion v Chomutově, kde hrál domácí zápasy tým KLH Chomutov. Jeho kapacita dosahovala 6 000 diváků. Demolice proběhla v roce 2011.

## Historie stadionu
Tento stadion byl vybudován po 2. světové válce roku 1948. Na stavbě se podílelo mnoho brigádníků z řad občanů města Chomutov, ale i členů hokejového oddílu. První zápas týmu KLH Chomutov na novém kluzišti se odehrál 12. prosince roku 1948, kdy tým Chomutova zvítězil nad Sokolem Jimlín 8:2. Na stadionu se tehdy nacházel ještě přírodní led, stadion nebyl zastřešen a tribuny byly jen z části hotové. První zápas na umělém ledu s pomocí sousedních Mrazíren byl sehrán 20. února 1949.
Zastřešení bylo z poloviny zahájeno Válcovnami trub v létě 1957 a dokončeno na podzim roku 1958 jako u jednoho z prvních stadionů v republice. Na konci dubna roku 2011 byla otevřena nová multifunkční SD aréna v lokalitě Zadní Vinohrady.